# Liste des mémoriaux nationaux des États-Unis
Ceci est une liste des Mémoriaux nationaux, aux États-Unis.

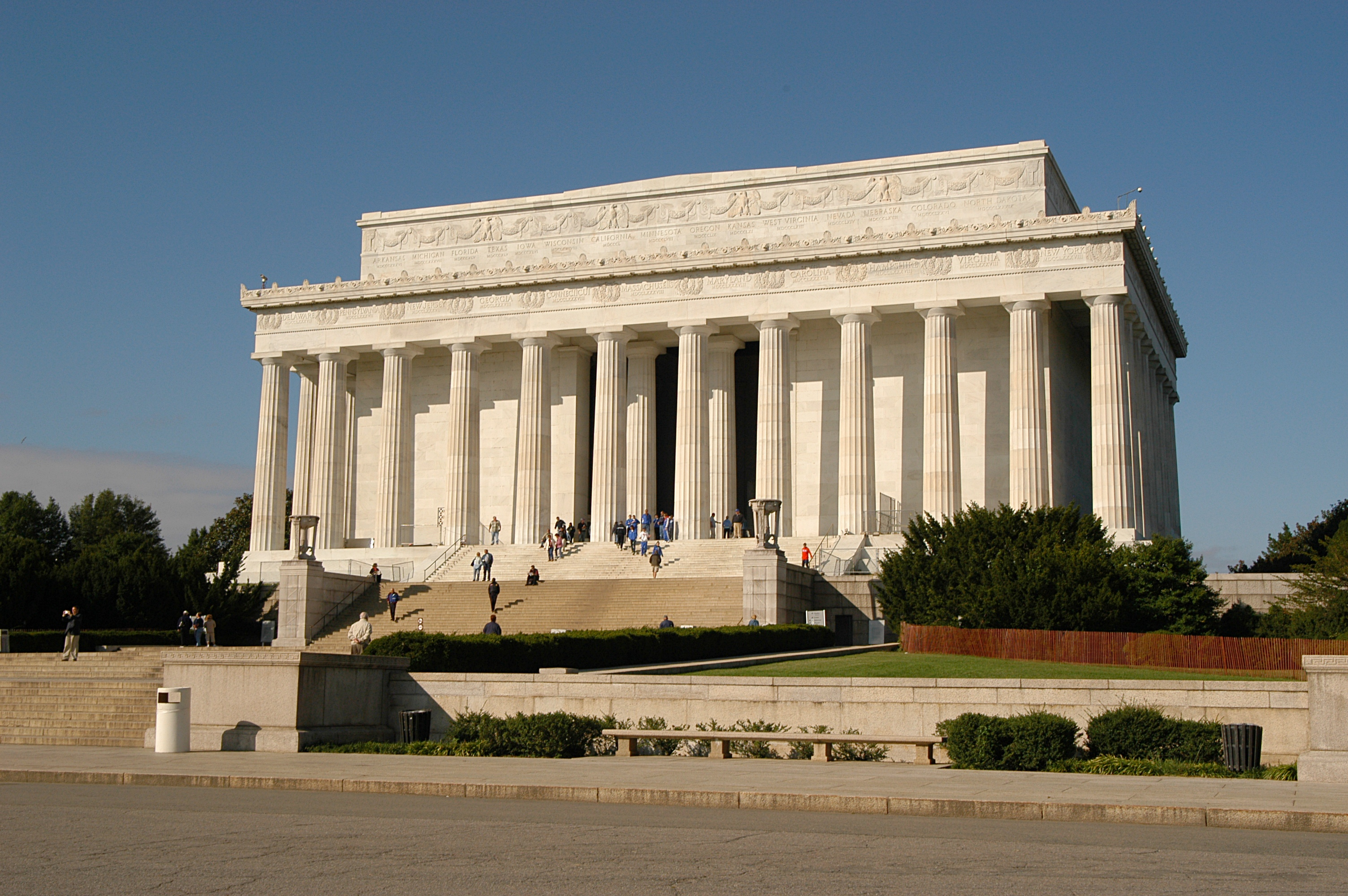
Mémorial Lincoln

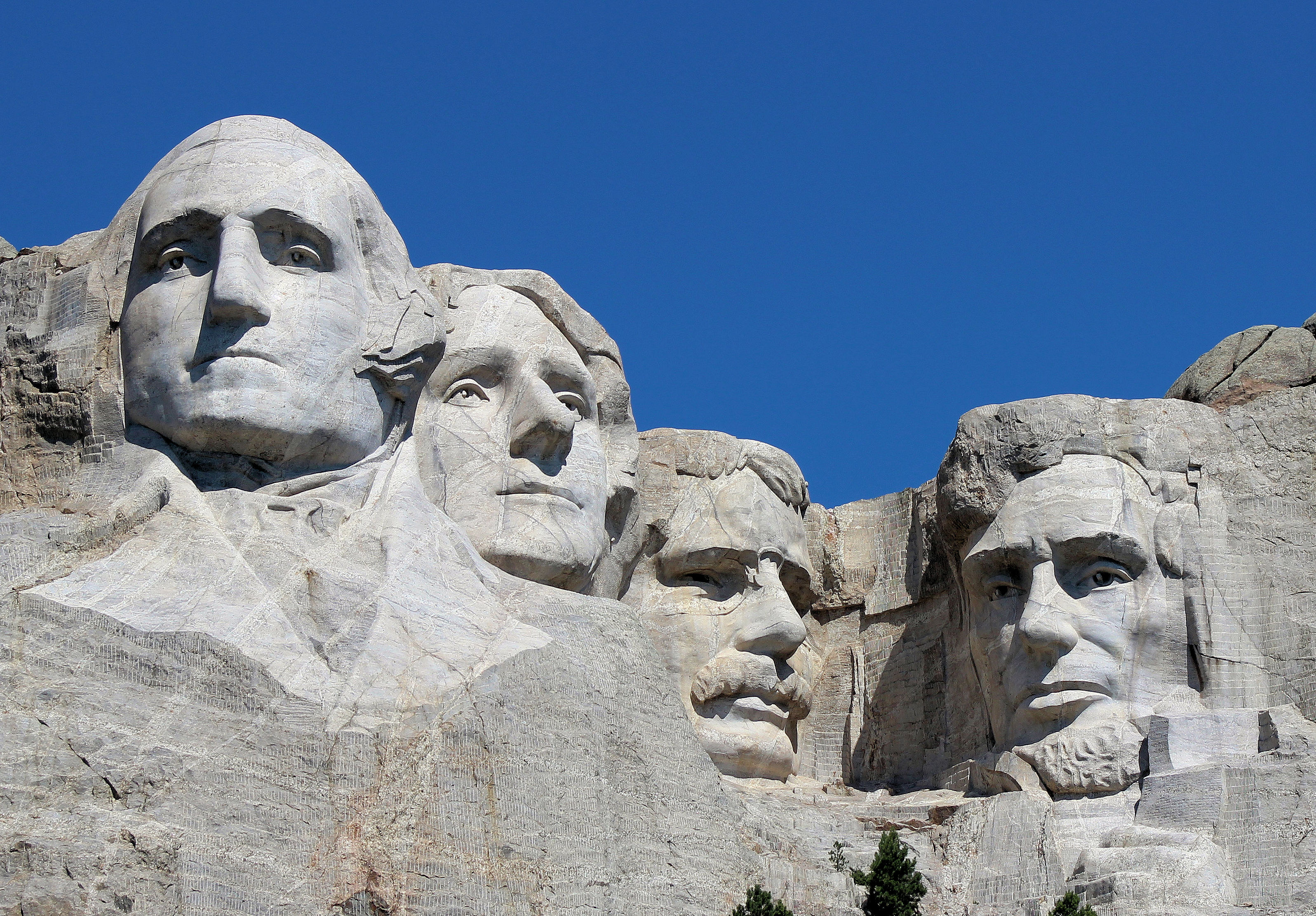
Mont Rushmore

| Nom                                                                                 | Emplacement            |
| ----------------------------------------------------------------------------------- | ---------------------- |
| AIDS Memorial Grove National Memorial (affiliation)                                 | Californie             |
| African American Civil War Memorial (affiliation)                                   | Washington DC          |
| American Memorial Park (affiliation)                                                | Îles Mariannes du Nord |
| Arkansas Post National Memorial                                                     | Arkansas               |
| Arlington House, The Robert E. Lee Memorial                                         | Virginie               |
| Benjamin Franklin National Memorial (affiliation)                                   | Pennsylvanie           |
| Cape Henry Memorial (affiliation)                                                   | Virginie               |
| Chamizal National Memorial                                                          | Texas                  |
| Coronado National Memorial                                                          | Arizona                |
| David Berger National Memorial (affiliation)                                        | Ohio                   |
| De Soto National Memorial                                                           | Floride                |
| Mémorial national du Père Marquette (affiliation)                                   | Michigan               |
| Federal Hall National Memorial                                                      | New York               |
| Flight 93 National Memorial                                                         | Pennsylvanie           |
| Fort Caroline National Memorial                                                     | Floride                |
| Franklin Delano Roosevelt Memorial                                                  | Washington DC          |
| General Grant National Memorial                                                     | New York               |
| George Mason Memorial (affiliated area)                                             | Washington DC          |
| Hamilton Grange National Memorial                                                   | New York               |
| Jefferson National Expansion Memorial                                               | Missouri               |
| Thomas Jefferson Memorial                                                           | Washington DC          |
| John Ericsson National Memorial (affiliation)                                       | Washington DC          |
| Johnstown Flood National Memorial                                                   | Pennsylvanie           |
| Korean War Veterans Memorial                                                        | Washington DC          |
| Lincoln Memorial                                                                    | Washington DC          |
| Lincoln Boyhood National Memorial                                                   | Indiana                |
| Lyndon Baines Johnson Memorial Grove on the Potomac                                 | Washington DC          |
| Mount Rushmore ou Mount Rushmore National Memorial                                  | Dakota du Sud          |
| National Japanese American Memorial To Patriotism During World War II (affiliation) | Washington DC          |
| National World War II Memorial                                                      | Washington DC          |
| Oklahoma City National Memorial (affiliation)                                       | Oklahoma               |
| Perry's Victory and International Peace Memorial                                    | Ohio                   |
| Port Chicago Naval Magazine National Memorial (affiliation)                         | Californie             |
| Red Hill Patrick Henry National Memorial (affiliation)                              | Virginie               |
| Roger Williams National Memorial                                                    | Rhode Island           |
| Space Mirror Memorial                                                               | Floride                |
| Thaddeus Kosciuszko National Memorial                                               | Pennsylvanie           |
| Theodore Roosevelt Island National Memorial                                         | Washington DC          |
| Thomas Jefferson Memorial                                                           | Washington DC          |
| United States Navy Memorial (affiliation)                                           | Washington DC          |
| United States Marine Corps War Memorial (affiliation)                               | Virginie               |
| USS Arizona Memorial                                                                | Hawaii                 |
| Vietnam Veterans Memorial                                                           | Washington DC          |
| Washington Monument                                                                 | Washington DC          |
| Wright Brothers National Memorial                                                   | Caroline du Nord       |

## Mémorial ayant perdu le titre national
| Nom                                 | Année         | Retrait            | Nouveau titre                  |
| ----------------------------------- | ------------- | ------------------ | ------------------------------ |
| New Echota Marker National Memorial | 10 août, 1933 | 21 septembre, 1950 | transféré à l'État de Géorgie. |

## En proposition
| Nom                                       | Loi                                         |
| ----------------------------------------- | ------------------------------------------- |
| Adams Memorial                            | (autorisée par la loi publique 107-62)      |
| Dwight D. Eisenhower Memorial             | (autorisée par la loi publique 107-117)     |
| Martin Luther King, Jr. National Memorial | (autorisée par la loi publique 104-333)     |
| Mount Soledad National Memorial           | (autorisée par la loi publique Law 108-447) |